# Novalena pina
Novalena pina là một loài nhện trong họ Agelenidae.
Loài này thuộc chi Novalena. Novalena pina được Ralph Vary Chamberlin & Wilton Ivie miêu tả năm 1942.